# Kim Hae-jin
Kim Hae-jin (* 23. April 1997 in Gyeonggi-do) ist eine südkoreanische Eiskunstläuferin, die im Einzellauf startet.
Sie ist die südkoreanische Meisterin von 2010, 2011 und 2012. 2014 gewann sie die Bronzemedaille. Sie qualifizierte sich für den Wettbewerb im Eiskunstlauf bei den Olympischen Winterspielen 2014, wo sie Platz 16 erzielte.